# Конституция Египта
Конституция Арабской Республики Египет (араб. دستور مصر‎) — основной нормативный правовой акт Египта.
Конституция Египта 2014 года была принята на референдуме в январе 2014 года. Конституция вступила в силу после объявления результатов 18 января 2014 года. Новый референдум по поправкам к конституции проходил с 20 по 22 апреля 2019 года.

## Предпосылки
В июле 2013 года, после свержения бывшего президента Мохаммеда Мурси, военные объявили начало работы по созданию новой конституции, голосование по которой должно было состояться примерно в конце ноября 2013 года. Два разных правительственных комитета участвовали в внесении поправок в конституцию 2012 года. Конституция заменила собой Конституцию Египта 2012 года, которая вступила в силу при президентстве Мурси.

## Содержание
Конституция, принятая в 2014 году, так же как и конституция, разработанная при Мурси, базируется на Конституции Египта 1971 года.
Конституция 2014 года установила обновленные полномочия президента и парламента. Президент избирается на четырёхлетний срок с возможностью занимать свой пост не более двух сроков подряд. Парламент может объявить президенту импичмент. Конституция гарантирует равенство полов и абсолютную свободу вероисповедания, но при этом ислам является государственной религией. Военные сохраняют за собой возможность назначать министра обороны страны на следующие 8 лет. Согласно конституции, политические партии не могут основываться на «религии, расе, поле или географическом положении»; закон о египетских политических партиях, который регулировал парламентские выборы 2011—2012 годов, содержал аналогичный пункт, запрещающий религиозные партии, однако не соблюдался. Документ гарантирует абсолютную свободу выражения мнений, за некоторыми исключениями. Конституция защищает законодательство, касающееся сроков президентства, свободы и равноправия, а также запрещает внесение поправок в закрепленный пункт статьи 226, за исключением дополнительных гарантий.

## Восприятие новой конституции
В 2014 году конституция подверглась критике со стороны революционных социалистов и «Пути революционного фронта», которые посчитали, что она оставляет слишком много власти в руках военных.